# خاویر سئولی
خاویر سئولی (اسپانیایی: Javier Zeoli‎؛ زادهٔ ۲ مهٔ ۱۹۶۲) بازیکن فوتبال اهل آرژانتین بود.
از باشگاه‌هایی که در آن بازی کرده‌است می‌توان به باشگاه ورزشی تنریف، باشگاه فوتبال دانوبیو، باشگاه فوتبال ریور پلاته، و باشگاه فوتبال ناسیونال (اروگوئه) اشاره کرد.
وی همچنین در تیم ملی فوتبال اروگوئه بازی کرده‌است.